# Gerres baconensis
Gerres baconensis is een straalvinnige vissensoort uit de familie van mojarra's (Gerreidae). De wetenschappelijke naam van de soort is voor het eerst geldig gepubliceerd in 1907 door Evermann & Seale.